# Campeonato Cearense 1933
In 1933 werd het negentiende Campeonato Cearense gespeeld voor clubs uit Braziliaanse staat Ceará. De competitie werd georganiseerd door de ADC en werd gespeeld van 2 april tot 27 augustus. Fortaleza werd kampioen.

## Eindstand
| Plaats | Club           | Wed. | W | G | V | Saldo | Ptn. |
| ------ | -------------- | ---- | - | - | - | ----- | ---- |
| 1.     | Fortaleza      | 8    | 5 | 2 | 1 | 27:12 | 12   |
| 1.     | Ceará          | 8    | 6 | 0 | 2 | 30:19 | 12   |
| 3.     | Maguari        | 8    | 3 | 1 | 4 | 24:30 | 7    |
| 4.     | América        | 8    | 3 | 0 | 5 | 17:21 | 6    |
| 5.     | Sam Christovam | 8    | 1 | 1 | 6 | 10:26 | 3    |

|  | Finale |

## Finale
|                              |           |       |       |  |
| 20 augustus Eerste wedstrijd | Fortaleza | 1 – 1 | Ceará |  |
| 20 augustus Eerste wedstrijd |           |       |       |  |

|                              |           |       |       |  |
| 27 augustus Tweede wedstrijd | Fortaleza | 2 – 1 | Ceará |  |
| 27 augustus Tweede wedstrijd |           |       |       |  |

### Kampioen
| Campeonato Cearense de 1933   |
| Ceará                         |
| ----------------------------- |
| FORTALEZA Kampioen (8° titel) |